# باربرا براكمان
باربرا براكمان (بالإنجليزية: Barbara Brackman)‏ هي مؤرخة أمريكية، ولدت في 6 يوليو 1945.

## وصلات خارجية
- باربرا براكمان على موقع الموسوعة البريطانية (الإنجليزية)